# Leme do Prado
Leme do Prado è un comune del Brasile nello Stato del Minas Gerais, parte della mesoregione di Jequitinhonha e della microregione di Capelinha.